# اتزیو برتوزو
اتزیو برتوزو (انگلیسی: Ezio Bertuzzo; ۲۳ ژوئیهٔ ۱۹۵۲ – ۲۳ فوریهٔ ۲۰۱۴) بازیکن فوتبال اهل ایتالیا بود.
از باشگاه‌هایی که در آن بازی کرده‌است می‌توان به باشگاه فوتبال تورینو، باشگاه فوتبال بولونیا، باشگاه فوتبال برشا، باشگاه فوتبال کروتونه، باشگاه فوتبال آتالانتا، و باشگاه فوتبال چزنا اشاره کرد.